# Mantiphaga apperti
Mantiphaga apperti is een vliesvleugelig insect uit de familie Torymidae. De wetenschappelijke naam is voor het eerst geldig gepubliceerd in 1954 door Risbec.